# Coupe de Pologne de football 2023-2024
Navigation
Coupe de Pologne 2022-2023 Coupe de Pologne 2024-2025
La Coupe de Pologne de football 2023-2024 (Puchar Polski w piłce nożnej 2023-2024 en polonais, ou Fortuna Puchar Polski 2023-2024 pour des raisons de parrainage) est la 70e édition de la Coupe de Pologne, qui oppose chaque année les clubs des trois premières divisions de Pologne ainsi que les seize vainqueurs des coupes régionales.
Le vainqueur de l'épreuve se qualifie pour le premier tour de qualification de la Ligue Europa 2024-2025.
Le club de deuxième division, Wisła Cracovie, remporte la compétition en battant en finale le Pogoń Szczecin. Mené 1 à 0, Cracovie égalise pendant le temps additionel pour accrocher la prolongation. Dès l'entame de la prolongation Cracovie marque le but de la victoire et remporte sa cinquième Coupe de Pologne.

## Compétition

### Quarts de finale
Les quarts de finale se déroulent le 27 et le 28 février 2024.
| Club recevant              | Score | Club visiteur          |
| -------------------------- | ----- | ---------------------- |
| Lech Poznań (D1)           | 0 - 1 | Pogoń Szczecin (D1)    |
| Piast Gliwice (D1)         | 3 - 0 | Raków Częstochowa (D1) |
| Wisła Cracovie (D2)        | 2 - 1 | Widzew Łódź (D1)       |
| Jagiellonia Białystok (D1) | 2 - 1 | Korona Kielce (D1)     |

### Demi-finales
Les demi-finales se déroulent le 3 avril 2024.
| Club recevant       | Score | Club visiteur              |
| ------------------- | ----- | -------------------------- |
| Pogoń Szczecin (D1) | 2 - 1 | Jagiellonia Białystok (D1) |
| Wisła Cracovie (D2) | 2 - 1 | Piast Gliwice (D1)         |

### Finale
| Finał Pucharu Polski         | Pogoń Szczecin | 1 – 2                 | Wisła Cracovie | Stade national de Varsovie, Varsovie                |                                                     |
| 2 mai 2024 16 h 00 UTC+02:00 |                | (0 – 0, 1 – 1, 1 – 2) |                | Spectateurs : 47 506 Arbitrage : Tomasz Kwiatkowski | Spectateurs : 47 506 Arbitrage : Tomasz Kwiatkowski |